# Saint-Rémy-des-Monts
Saint-Rémy-des-Monts é uma comuna francesa na região administrativa do País do Loire, no departamento de Sarthe. Estende-se por uma área de 10.12 km². Em 2010 a comuna tinha 704 habitantes (densidade: 69,6 hab./km²).